# 名寄市立智恵文中学校
名寄市立智恵文中学校（なよろしりつ ちえぶんちゅうがっこう）は、北海道名寄市字智恵文11線北2番地にあった公立（市立）の中学校。2024年に名寄市立智恵文小学校と統合し、新たに名寄市立智恵文小中学校（義務教育学校）として同所に存在している。

## 概要
1947年（昭和22年)に中川郡智恵文村立智恵文中学校として開校。 1954年（昭和29年）の町村大合併により名寄町立智恵文中学校となり、 1956年（昭和31年）、市政施行により名寄市立智恵文中学校と改称。 1999年（平成11年）、名寄市の特認校として認可され校区外の名寄市内全域からの通学が可能となる。2018年（平成30年）、校区の名寄市立智恵文小学校との小中一貫教育を開始。2024年（令和6年）には両校が統合され、義務教育学校となった。

## 環境
出典
智恵文地区は豊かな森林に囲まれ、溯北の大河「天塩川」とその支流が流れる地域である。天塩川がもたらした肥沃な土を活かし、地域一帯は、アスパラ・ジャガイモ・カボチャ・ビート等を主産品とした農作物の一大生産地となっている。また、乳牛を主とした酪農も営まれている。
学校近くには、天塩川の三日月湖である智恵文沼があり、ヒブナが生息していることから多くの釣り客が訪れる。また、同沼は「智恵文沼水辺の楽校」として周辺が整備されており，自然観察や体験学習の活用の場となっている。
鉄道網としては、JR宗谷本線が通っており、校区内には、智恵文駅、智北駅が存する。これらの駅は無人の秘境駅として、また周辺では、線路が天塩川の至近距離に敷設されていることから、智恵文地区は絶好の鉄道写真撮影ポイントとして有名であり、週末等には全国から鉄道ファンが訪れる。
自動車道としては、国道40号線と名寄・美深バイパスが地区を通っている。バイパス開通以前は、地区中心部の国道沿いには多くの商店等が軒を連ねていたが、開通後は激減し、今は名寄市の支所や郵便局、運送会社、JAの関連施設等が存するのみである。地区住民が買い物等をする時は、移動販売車を利用するか、名寄市街地や隣接する美深町へ出かける必要がある。

## 沿革
- 1947年（昭和22年）4月1日 - 中川郡智恵文村立智恵文中学校として、小学校校舎の一部を仮校舎として設立、生徒数193名。
- 1950年（昭和25年）10月25日 - 新校舎落成
- 1954年（昭和29年）8月1日 - 町村合併により名寄町立智恵文中学校と改称
- 1956年（昭和31年）4月1日 - 市制施行により名寄市立智恵文中学校と改称
- 1987年（昭和62年）12月13日 - 開校40周年 新校舎落成
- 1999年（平成11年）4月1日 - 特認校として認可
- 2018年（平成30年）4月1日 - 小中一貫教育開始
- 2024年（令和6年）3月31日ｰ 閉校
- 2024年（令和6年） 4月1日 - 義務教育学校として開校（名寄市立智恵文小学校と統合）

## 学校教育目標
自ら学び、未来をたくましく生き抜く智恵文の子（小中一貫教育のための、名寄市立智恵文小学校との統一目標）

## 年間の主な行事等
4月　入学式、対面式、生徒総会、修学旅行
5月　小中一貫合同会議、智恵文地区保育所・小・中合同運動会
6月　智恵文小学校6年生一日登校日、児童会・生徒会交流会、農園活動開始、中体連大会
7月　特認校説明会
8月　職場体験
9月　小中一貫合同会議、農園収穫作業、交通安全啓発活動
10月　学校祭
11月　生徒総会、特認校説明会、小中合同研修会
12月　小中合同研修会
1月　スキー学習
2月　新入生説明会、スキー学習
3月　卒業生を送る会、卒業式

## 部活動
- バドミントン部
- 野球部（他校と合同）

## 通学区域
- 名寄市智恵文地区（校区）ならびに市内全域（特認制度）

## 進学前小学校
- 名寄市立智恵文小学校（校区）および市内全小学校（特認制度）

## 交通アクセス
公共交通
- JR宗谷本線智恵文駅より徒歩約25分（2.2Km）
- 宗谷本線名寄駅または恩根内駅より名士バス恩根内線にて「智恵文11線」バス停下車、バス停より徒歩２分

自動車
- 名寄市街地から一般国道40号で約15㎞、または名寄北ICから名寄バイパス（名寄美深道路）を利用して智恵文IC下車後国道40号線経由で約17km